# Boudewijn Henny
Frans Boudewijn Henny (Bilthoven, 4 januari 1943 – Antwerpen, 2 juli 2017) was een Nederlands moordenaar en ondernemer. Hij was mededirecteur van het verzekeringsbedrijf Conservatrix in Baarn.

## Baarnse moordzaak
Boudewijn Henny en zijn broer Ewout, leden van de familie Henny, verkregen landelijke bekendheid door een moord in 1960 die bekend staat als de 'Baarnse moordzaak'. Zij waren toen respectievelijk 17 en 15 jaar oud. Samen met hun 16-jarige vriend Hennie Werkhoven vermoordden de beide broers de toen 14-jarige Theo Mastwijk. Tijdens de eerste verhoren ontsnapte Boudewijn en was hij enige tijd spoorloos, waardoor de zaak nog meer aandacht kreeg in de media. Het proces in deze zaak vond plaats in de Arrondissementsrechtbank Utrecht in maart 1963, na beëindiging van het vooronderzoek.
Boudewijn Henny en Hennie Werkhoven werden beiden veroordeeld tot negen jaar gevangenisstraf en TBS, met aftrek van voorarrest. Ewout Henny kreeg zes jaar en TBS. Er werd geen hoger beroep ingesteld. Om zijn terugkeer in de maatschappij te bevorderen werd Boudewijn omstreeks eind 1965 vanuit de gevangenis Schutterswei in Alkmaar overgeplaatst naar de Van der Hoevenkliniek in Utrecht. Hier onderging hij een psychiatrische behandeling en werd hij in staat gesteld zijn studie wis- en natuurkunde voort te zetten aan de Rijksuniversiteit Utrecht. Hoewel zijn detentie en het behandelplan volgens toen gangbare procedures verliep, werd er in de media veel ophef over gemaakt, onder meer over de vakantie die de broers hadden genoten tijdens hun detentie. In 1967 kwamen er Kamervragen of hier geen sprake was van onterechte bevoorrechting (klassenjustitie).

## Ondernemerschap
Tijdens zijn studietijd beoefende Boudewijn Henny succesvol de roeisport. Hij was de zoon van de actuaris dr. C.P. Henny, die directeur was van het in 1869 opgerichte verzekeringsbedrijf Conservatrix. Sinds 1920 was dit bedrijf gevestigd in Huize Canton te Baarn, hetzelfde pand waar Henny in zijn jeugd woonde en waar de Baarnse moordzaak zich in 1960 had afgespeeld.
In het begin van de jaren tachtig namen de beide zonen Boudewijn en Ewout Henny de leiding van het bedrijf over.
Het blad Quote vermeldde de moordzaak in 2007 in hun jaarlijkse Quote 500, waar de gebroeders Henny op de 178e plaats stonden met een geschat vermogen van 147 miljoen euro. De broers kondigden daarop aan een rechtszaak aan te spannen tegen het tijdschrift, aangezien zij zich in hun privacy en goede naam aangetast voelden. Die rechtszaak is uitgebleven. De broers waren evenmin blij met de film Bloedbroeders uit 2008, die over hun leven ging.
In 2014 deed de Autoriteit Financiële Markten een inval bij Nuvema, de uitvaartpoot van Conservatrix. In 2017 werd Conservatrix Levensverzekeringen voor één euro verkocht aan het Amerikaanse Eli Global.
Boudewijn Henny overleed in 2017 op 74-jarige leeftijd in Antwerpen.